# Croton (rzeka)
Rzeka Croton – rzeka w Stanach Zjednoczonych, w hrabstwie Westchester, należąca do nowojorskiej sieci wodociągowej, dopływ rzeki Hudson. Zarówno długość cieku, jak i powierzchnia zlewni nie zostały oszacowane przez USGS.
Główne dopływy rzeki to: West Branch Croton River, Middle Branch Croton River, East Branch Croton River, rzeka Muscoot, rzeka Cross oraz rzeka Titicus.
Zbiorniki retencyjne utworzone na rzece to: Muscoot Reservoir oraz New Croton Reservoir.

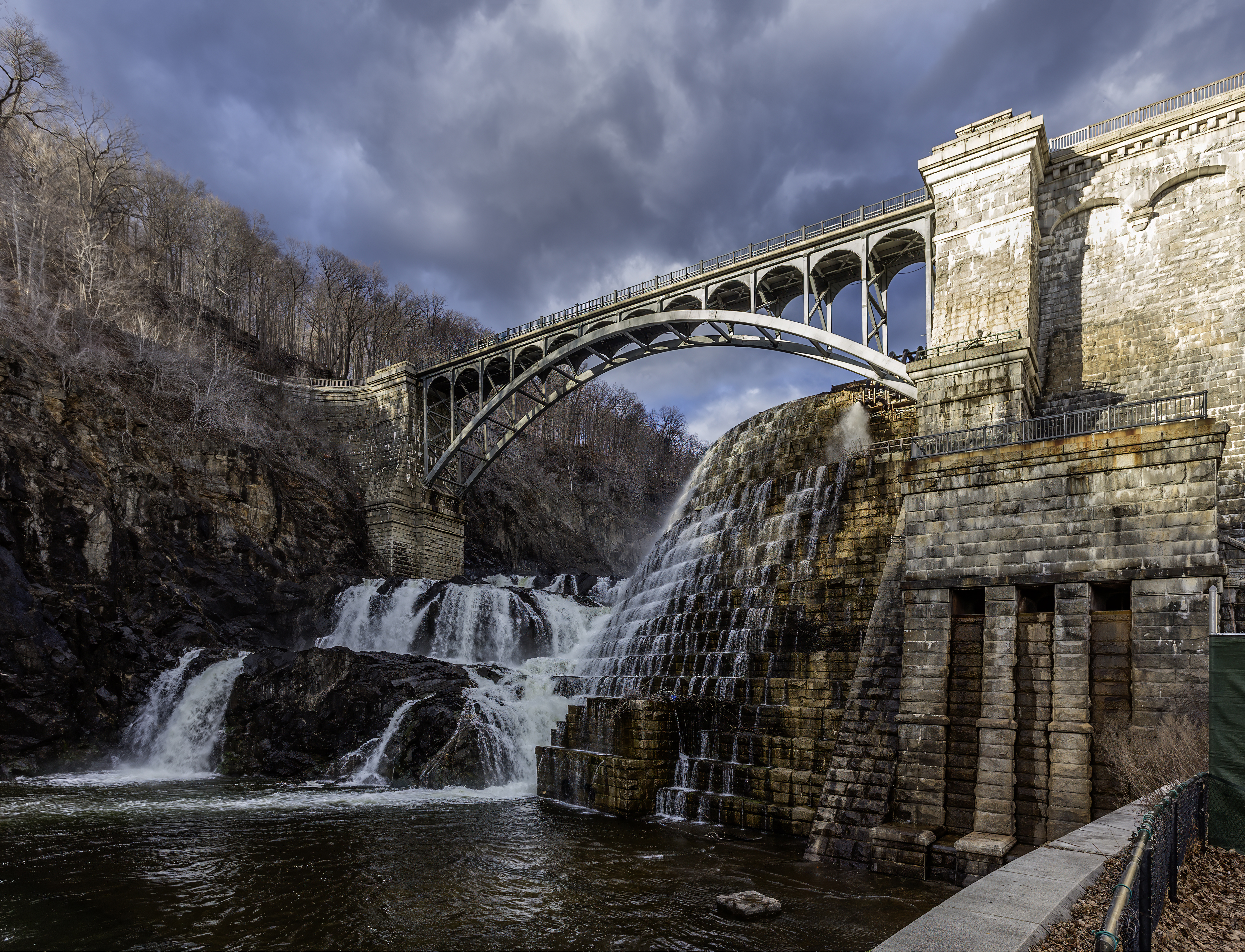
Zapora wodna New Croton Dam

## Historia
Rzeka Croton była głównym źródłem wody pitnej dla mieszkańców Nowego Jorku od 1842 r. Wodę dostarczano do miasta poprzez nieistniejący już Akwedukt Croton, zwany również akweduktem Old Croton.
Na rzece znajduje się zapora wodna New Croton Dam, którą wybudowano w latach 1892-1905.
W latach 90 XX w. Nowy Jork przestał używać wody z rzeki jako wody pitnej z powodu jej postępującego zanieczyszczenia. Aby przywrócić użycie wody, w 2015 r. oddano do użytku system filtrujący wodę z rzeki: Croton Water Filtration Plant.